# Madeline - Il film
Madeline - Il film (Madeline: Lost in Paris) è un film d'animazione del 1999, ispirato alla serie di romanzi Madeline scritta da Ludwig Bemelmans e diretto da Stan Phillips.

## Trama
Madeline è una ragazzina orfana che vive a Parigi nell'istituto diretto da suor Clavel, con altre dodici ragazze. Un giorno si presenta da lei Horst, un uomo che dice di essere suo zio e di volerla portare a Vienna per farla studiare in un prestigioso collegio e con il suo modo di fare inganna suor Clavel. Quando quest'ultima si reca però alla stazione per salutare un'ultima volta la ragazza e non la trova, scopre la verità e si mette alla ricerca della giovane; parallelamente, anche le sue compagne, insieme al giovane Pepito, intraprendono una ricerca.
Nel frattempo, Madeline è stata condotta in un negozio di merletti, situato in una zona malfamata di Parigi; l'attività è gestita dalla perfida Madame La Croque, un'anziana ballerina di can-can caduta in disgrazia e dallo stesso Horst, che in realtà si chiama Henry ed è un attore di scarso successo. La ragazza viene rinchiusa nella cantina, dove insieme ad altre giovani è costretta a ricamare merletti per non essere punita; Madeline stringe amicizia soprattutto con Fifì, una bambina profondamente malata. Insieme alle altre ragazze, inizia così a progettare la fuga, ma inizia ad attirarsi le antipatie di Madame La Croque.
Nel frattempo suor Clavel insieme ai gendarmi trova Horst che, per ottenere una pena minore, rivela il luogo in cui Madeline si trova; anche le ex-compagne della ragazza, seguiti alcuni indizi, sono però giunti al negozio e tramite uno stratagemma riescono a spaventare Madame La Croque e a permettere alle giovani rinchiuse in cantina di ribellarsi contro la loro aguzzina e di legarla con i merletti. La giustizia può così trionfare e a Madeline viene promessa una forte ricompensa; la ragazza decide di usarla per istituire un'ulteriore scuola per ragazze, nella quale le giovani che aveva conosciuto avrebbero potuto studiare. Dopo aver ritrovato i suoi affetti e saputo che Fifì è guarita, Madeline è quindi felice per avere una famiglia così grande.

## Distribuzione
Madeline - Il film è stato prodotto dalla DiC Entertainment e distribuito negli Stati Uniti dalla Walt Disney Studios Home Entertainment, direttamente in VHS, a partire dal 3 agosto 1999. In Italia è stato distribuito a partire dall'8 ottobre 2003 da Alfadedis Entertainment con la collaborazione di USA Home Entertainment, all'interno della collana Alfy presenta: I classici d'animazione.

### Edizione italiana
Il doppiaggio italiano della pellicola è stato diretto da Alessandro Rossi, assistito da Ivana Marzullo, su dialoghi di Nadia Capponi e con la direzione musicale di Ermavilo, presso gli stabilimenti Sefit - CDC.